# Tactique (sport)
La tactique est un ensemble d’intentions et démarches utilisées pour atteindre un objectif et en l’occurrence, remporter la victoire pour les sports d’opposition. 
Dans le Petit Larousse Édition de 2000, on trouve les définitions suivantes de « tactique » : n.f. 1. « Art de diriger une bataille, en combinant par la manœuvre l’action des différents moyens de combat et les effets des armes », 2. « Cette manière de combattre elle-même pendant la bataille », 3. « Ensemble de moyens habiles employés pour obtenir un résultat ». Si l’on rapporte ces définitions aux sports de combat, la tactique concerne :
- la direction des actions compte tenu des moyens disponibles (pilotage)
- la combinaison des différents moyens (ressources)
- les moyens employés d’ordre tactique (choix des comportements, de règles de conduite…)
- une certaine façon de faire.

La tactique relève d’un ensemble d’intentions (d’idées) qui s’inscrivent dans un plan d’action dans le but d’assurer le gain du match (appelé également, programme d’action ou plan tactique). On parle également de « schémas tactiques » (combinaison des moyens d’action) consistant à mettre en place des stratégies prédéterminées voire mieux, des stratégies adaptatives. Une bonne tactique peut permettre de compenser une insuffisance physique et technique. Et selon le dicton : « on ne change pas une tactique qui gagne ». Les « principes tactiques » relèvent de différentes catégories. Ils ont pour but de faciliter la tâche offensive ou contre-offensive : 
- Ceux inhérents aux caractéristiques adverses, à ses particularités (ex. : l’adversaire est plus grand que soi, il utilise une allonge qui est importante…)
- Ceux inhérents l’activité adverse (ex. en sports de combat : l’adversaire avance, il fait le pressing, ou c’est habituellement un fonceur…).

## Illustrations ensports de combat de percussion(boxe,karaté,taekwondo,sanda)
Parmi les principes tactiques fondamentaux (standards), on peut en énumérer quelques-uns :
- En situation de défense : « sortir de l’axe attaque au moment du coup », « décourager l’adversaire d’attaquer ».
- En situation d’attaque : « utiliser ses armes les plus fortes contre la défense adverse la plus faible ».

À côté de ces « standards » comportementaux, peuvent être élaborés des réponses tactiques adaptatives (ex. : l’adversaire est un fonceur, je le stoppe à l’aide de coups d’arrêt).